# Morbid Fascination of Death
Albums de Carpathian Forest
Strange Old Brew
(2000) We're Going to Hell for This
(2002)
Morbid Fascination of Death est le troisième album studio du groupe de Black metal norvégien Carpathian Forest. L'album est sorti en 2001 sous le label Avantgarde Music.
La chanteuse Nina Hex est la seconde vocaliste sur le titre Doomed to Walk the Earth as Slaves of the Living Dead.
Le chanteur E. Kulde est le second vocaliste sur les titres Knokkelman et Carpathian Forest.
Mötorsen joue du saxophone sur les titres Cold Comfort et Nostalgia.
Le titre Ghoul est une reprise du groupe de Black metal norvégien, Mayhem.

## Musiciens
- R. Nattefrost - Chant, Guitare, Claviers
- J. Nordavind - Guitare, Claviers et chant sur le titre Speechless
- Tchort - Bass
- Anders Kobro - Batterie

### Musiciens additionnels
- Nina Hex - Chant sur le titre Doomed to Walk the Earth as Slaves of the Living Dead
- E. Kulde - Chant sur les titres Knokkelman et Carpathian Forest
- Mötorsen - Saxophone sur le titre Cold Comfort et Nostalgia

## Liste des morceaux
1. Fever, Flames and Hell – 2:31
2. Doomed to Walk the Earth as Slaves of the Living Dead – 3:12
3. Morbid Fascination of Death – 2:28
4. Through Self-Mutilation – 2:58
5. Knokkelmann – 3:42
6. Warlord of Misantrophy – 2:43
7. A World of Bones – 4:43
8. Carpathian Forest – 2:06
9. Cold Comfort – 5:08
10. Speechless – 3:27
11. Ghoul – 3:40 (reprise de Mayhem)
12. Nostalgia – 9:34